# فهرست شعارهای ملی
این صفحه شامل فهرست شعارهای کشورهای مستقل جهان است. شعار برخی از کشورها هنوز به رسمیت شناخته می‌شود اما برای بعضی از آن‌ها دیگر استفاده نمی‌شود.
شعار یک حکومت برای توصیف قصد یا انگیزهٔ یک حکومت در یک عبارت کوتاه است. این شعارها می‌تواند در پوشش یک نشان، سکه یا اسکناس باشد. بعضی از کشورها شعاری ندارند.

## آ
- جمهوری آذربایجان: کشور آتش (ترکی آذربایجانی: Odlar Yurdu)
  - شعار پیشین: پرچم یکبار برافراشته شد، هرگز سقوط نخواهد کرد! (ترکی آذربایجانی: Bir kərə yüksələn bayraq, bir daha enməz!‎)
- آرژانتین: در اتحاد و آزادی (اسپانیایی: En Unión y Libertad)
- آلبانی: ایمان یک آلبانیایی، آلبانیسم است (آلبانیایی: Feja e Shqiptarit është Shqiptaria) و شما آلبانی‌ها به من افتخار دهید، شما به من نام آلبانی دهید (آلبانیایی: Ti, Shqipëri, më jep nder, më jep emrin Shqiptar)
- آلمان: یگانگی و حق و آزادی (آلمانی:Einigkeit und Recht und Freiheit)(این شعار برای آلمان غربی نیز به کار می‌رفته‌است)
- آلمان شرقی: کارگران جهان متحد شوید! (آلمانی: Proletarier aller Länder, vereinigt Euch!‎)
- آلمان نازی: یک ملت، یک رایش، یک پیشوا (آلمانی: Ein Volk, ein Reich, ein Führer)
- آنتیگوآ و باربودا: کوشش یکایک؛ دستاورد همگانی (انگلیسی: Each Endeavouring, All Achieving)
- آندورا: تقوا، وحدت، مقاومت (لاتین: Virtus, Unita, Fortior)

## ا
- اتحاد جماهیر شوروی: کارگران جهان متحد شوید! (روسی: Пролетарии всех стран, соединяйтесь!)(البته روسیه اکنون شعاری ندارد)
- اتریش: آینده در دست ماست، اتریش در قلب ماست (لاتین: Die Zukunft liegt in unseren Händen, Österreich liegt in unseren Herzen)
- اردن:  خدا، میهن، پادشاه  (عربی: الله الوطن الملیک)
- ارمنستان: یک ملت، یک فرهنگ (ارمنی: Մեկ Ազգ, Մեկ Մշակույթ)
- اسپانیا:  فراتر از بیشتر (لاتین: Plus Ultra)
  - شعار پیشین: بزرگ و آزاد (اسپانیایی: Una, grande y libre)(این شعار در طول دیکتاتوری فرانسیسکو فرانکو بوده‌است)
- استرالیا: شعار پیشین: استرالیای پیشرفته (انگلیسی: Advance Australia)(استرالیا اکنون شعاری ندارد)
- استونی:  سرزمین شگفتی‌های خوب (استونیایی: Heade üllatuste maa)
- اسکاتلند: در دفاع من خدا از من دفاع خواهد کرد "در دفاع" (انگلیسی: In My Defens God Me Defend  "IN DEFENS"
- آفریقای جنوبی: وحدت در تنوع یا مردم متنوع متحد (انگلیسی: Diverse people unite or Unity in Diversity)
  - شعار پیشین: از وحدت، قدرت از سال ۱۹۱۰ تا ۲۰۰۰ (انگلیسی:From unity, strength)
- جمهوری آفریقای مرکزی: وحدت، شأن و کرامت انسانی، کار (فرانسوی: Unité, Dignité, Travail)
- اکوادور: خدا، میهن و آزادی (اسپانیایی: Dios, patria y libertad)
- الجزایر: توسط مردم و برای مردم (عربی: بالشعب و للشعب)
- السالوادور: خدا، میهن و آزادی (اسپانیایی: Dios, patria y libertad)
- اندونزی: وحدت در تنوع (جاوایی: Bhinneka Tunggal Ika)
- اروگوئه: آزادی یا مرگ (اسپانیایی: Libertad o Muerte)
- اوگاندا: برای خدا و کشورم (انگلیسی: For God and My Country)
- ایالات متحده آمریکا: ما به خدا ایمان داریم (انگلیسی: In God We Trust)
- ایران: استقلال، آزادی، جمهوری اسلامی
- ایران پهلوی: مرا داد فرمود و خود داور است

## ب
- باربادوس: سرافرازی و سخت کوشی (انگلیسی: Pride and Industry)
- باهاما: به جلو، به بالا، بعد با هم (انگلیسی: Forward, Upward, Onward Together)
- برزیل: نظم و پیشرفت (پرتغالی: Ordem e progresso)
  - امپراطوری برزیل: استقلال یا مرگ! (پرتغالی: Independência ou Morte!)
- برمودا: به هر کجا سرنوشت ما را ببرد (انگلیسی: Whither the Fates Carry Us)
- برونئی: همیشه در خدمت با حمایت خدا (عربی: الدائمون المحسنون بالهدی)
- بلژیک: وحدت قدرت می‌دهد (هلندی: Eendracht maakt macht، فرانسوی: L'union fait la force و آلمانی: Einigkeit gibt Stärke)
- بلغارستان: اتحاد قدرت می‌دهد (مجاری: Съединението прави силата)
- بلیز: به زیر سایه من شکوفا می‌شوم (لاتین: Sub umbra floreo)
- بنگلادش: ناسیونالیسم، سکولاریسم، سوسیالیسم و دمکراسی (انگلیسی: nationalism, secularism, socialism, and democracy)
- بنین: برادری، دادگری، کار (فرانسوی: Fraternité, Justice, Travail)
- بوتسوانا: باران (تسوانا: Pula)
- بورکینافاسو: وحدت، پیشرفت، عدالت (فرانسوی: Unité, Progrès, Justice)
- بوروندی: وحدت، کار، پیشرفت (فرانسوی: Unité, Travail, Progrès)
- بولیوی: وحدت قدرت می‌دهد (اسپانیایی: La Unión es la Fuerza)

## پ
- پاپوآ گینه نو: وحدت در تنوع (انگلیسی: Unity in Diversity)
- پاراگوئه: صلح و عدالت (زبان اسپانیایی|اسپانیایی: Paz y justicia)
- پاکستان: ایمان، اتحاد، نظم (اردو: ایمان، اتحاد، نظیم)
- پاناما: به نفع جهانی (لاتین: Pro mundi beneficio)
- پرتغال: ملت خوب (پرتغالی: O bem da Nação)
- پرو: پایدار و شاد برای اتحاد (اسپانیایی: Firme y feliz por la unión)

## ت
- تانزانیا: آزادی و اتحاد (سواحیلی: Uhuru na Umoja)
- تایلند
  - از سال ۱۸۷۳ (میلادی) تا ۱۹۱۰ (میلادی): وحدت در میان کسانی که متحدند، موفقیت و کامیابی به وجود می‌آورد (پالی: शब्बेसम् सम्घभुतनम् समग्घि भुद्धि सधिक)
  - از سال ۱۹۱۰ (میلادی) تا کنون: ملت، پادشاه، مذهب (تایلندی: ชาติ ศาสนา พระมหากษัตริย์)
- ترکیه: حاکمیت بدون قید و شرط به ملت تعلق دارد (ترکی: Egemenlik kayıtsız şartsız milletindir) و صلح در خانه، صلح در جهان (ترکی: Yurtta sulh(Barış), cihanda sulh(Barış)) و چه خوشبختی است که بگویم، من ترکم! (ترکی: Ne mutlu Türküm diyene!)
- ترینیداد و توباگو: با هم آرزومندیم؛ با هم بدست می‌آوریم (انگلیسی: Together we aspire, together we achieve)
- توگو: کار، آزادی، میهن (فرانسوی: Travail, Liberté, Patrie)
- تونس: آزادی، نظم، عدالت (عربی: حریة، نظام، عدالة)
- تونگا: خدا و تونگا میراث منند (تونگایی: Ko e ʻOtua mo Tonga ko hoku tofiʻa)
- تووالو: تووالو متعال (تووالویی: Tuvalu mo te Atua)
- تیمور شرقی: وحدت، اقدام، پیشرفت (پرتغالی: Unidade, Acção, Progresso) و افتخار، کشور و مردم (پرتغالی: Honra, pátria e povo)

## ج
- جامائیکا: یک مردم، از میان مردم‌های بسیار (انگلیسی: Out of many, One People)
- جیبوتی: اتحاد، برابری، صلح (سومالیایی: Itixaad, Gudboonaan, Ammaan و فرانسوی: Unité, Égalité, Paix)

## چ
- چاد: وحدت، کار، پیشرفت (فرانسوی: Unité, Travail, Progrès)
- جمهوری چک: چیرگی حقیقت! (چکی: Truth prevails!)
- چین: به خلق خدمت کنید (یا خدمت به خلق)  (چینی: 为人民服务)

## د
- دانمارک: کمک خداوند، عشق مردم، قدرت دانمارک (دانمارکی: Guds hjælp, Folkets kærlighed, Danmarks styrke)
- دومینیکا: پس از پروردگار خوب، ما به زمین عشق می‌ورزیم (فرانسوی: Après Bondie, C'est la Ter)
- جمهوری دومینیکن: خدا، کشور، آزادی (اسپانیایی: Dios, Patria, Libertad)

## ر
- رواندا: یکپارچگی، کار، میهن دوستی (روآندایی: Ubumwe, Umurimo, Gukunda Igihugu)
- رومانی:
  - شعار پیشین: هیچ چیز بدون خدا (لاتین: Nihil Sine Deo)
  - و شعار پیش از آن:  همه در یک (رومانیایی: Toţi în unu)

## ز
- زامبیا: یک زامبیا، یک ملت (انگلیسی: One Zambia, One Nation)
- نیوزیلند: اکنون شعاری ندارد
  - شعار پیشین: به پیش (انگلیسی: Onward)
- زیمبابوه: یکپارچگی، آزادی، کار (انگلیسی: Unity, Freedom, Work)

## س
- ساحل عاج: یکپارچگی، انضباط، کار (فرانسوی: Union, Discipline, Travail)
- ساموآ: خداوند ساموا را تأسیس کرده‌است (ساموایی: Fa'avae i le Atua Samoa)
- سان مارینو: آزادی (لاتین: Libertas)
- جزایر سلیمان: رهبری، خدمت کردن است (انگلیسی: To Lead is to Serve)
- سنت کیتس و نویس: کشوری فراتر از خود (انگلیسی: Country Above Self)
- سنت وینسنت و گرنادین‌ها: آشتی و دادگری (لاتین: Pax et justitia)
- سنت لوسیا: سرزمین، مردم، نور (انگلیسی: The land, the people, the light)
- سنگاپور: به پیش، سنگاپور (مالایی: Majulah Singapura)
- سنگال: یک مردم، یک هدف، یک کیش (فرانسوی: Un peuple, un but, une foi)
- سوئد: برای سوئد - در زمان (سوئدی: För Sverige - i tiden)
- اسواتینی: ما چونان دژ هستیم (سی سواتی: Siyinqaba)
- سوئیس: یکی برای همه، همه برای یکی (لاتین: Unus pro omnibus, omnes pro uno)
- سودان: پیروزی از آن ماست (عربی: النصر لنا)
- سورینام: دادگری، وظیفه، وفاداری (لاتین: Justitia, pietas, fides)
- سوریه: وحدت، آزادی، سوسیالیسم (زبان عربی|عربی: وحدة، حریة، اشتراکیة)
- سیرالئون: یک‌پارچگی، آزادی، دادگری (انگلیسی: Unity, freedom, justice)
- سیشل: پایان کار تاج (لاتین: The end crowns the work)

## ش
- شیلی: با دلیل یا با زور (اسپانیایی: Por la razón o la fuerza)

## ص
- صحرای غربی: آزادی، دموکراسی، وحدت (عربی: حریة دیمقراطیة وحدة)

## ع
- عراق: خداوند بزرگ است (عربی: الله أکبر)
- عربستان سعودی: خدایی جز خدای یگانه وجود ندارد و محمد فرستادهٔ اوست (عربی: لا إله إلا الله محمد رسول‌الله)

## غ
- غنا: آزادی دادگری (انگلیسی: Freedom and Justice)

## ف
- فرانسه: آزادی، برابری، برادری (فرانسوی: Liberté, égalité, fraternité)
- فیجی: از خدا بیم دار و به ملکه ارج گذار (فیجیایی: Rerevaka na Kalou ka Doka na Tui)
- فیلیپین: برای خدا، مردم، طبیعت و کشور (تاگالوگی: Maka-Diyos, Maka-Tao, Makakalikasan at Makabansa)
  - شعار پیشین: یک ملت، یک روح (تاگالوگی: Isang bansa, isang diwa)

## ک
- کامبوج: ملت، مذهب، پادشاه (خمری: )
- کامرون: آشتی، کار، میهن (فرانسوی: Paix - Travail - Patrie)
- کانادا: از دریا به دریا (لاتین: A mari usque ad mare)
- کره جنوبی: به تمامی انسان‌ها فایده برسانید (کره ای: 홍익인간 )
- کره شمالی: کشور موفق و بزرگ (کره ای: 강성대국 )
- کاستاریکا: زنده باد کار و صلح (اسپانیایی: Vivan siempre el trabajo y la paz)
- کلمبیا: آزادی و نظم (اسپانیایی: Libertad y orden)
- جمهوری کنگو: یکپارچگی، کار، پیشرفت (فرانسوی: Unité, Travail, Progrès)
- جمهوری دموکراتیک کنگو: عدالت، صلح، کار (فرانسوی: Justice - Paix - Travail)
- کنیا: بیاید همه با هم شویم (سواحلی: Harambee)
- کوبا: میهن یا مرگ (اسپانیایی: Patria o muerte)
- کومور: یکپارچگی، عدالت، پیشرفت (فرانسوی: Unité – Solidarité – Développement)
- کیریباتی: سلامتی، صلح و رفاه (گیلبرتی: Te mauri, te raoi ao te tabomoa)
- اقلیم کردستان عراق: کسی نگوید کرد مرده است، کرد زنده است! (کردی: که‌س نه‌ڵێ کورد مردووه‌، کورد زیندووه‌!)
- اداره خودمختار شمال و شرق سوریه: مقاومت زندگی‌ست. (کردی: Berxwedan Jiyan e!)

## گ
- گابن: اتحاد، کار، عدالت (فرانسوی: Union, Travail, Justice)
- گامبیا: پیشرفت، آشتی، بهروزی (انگلیسی| Progress,Peace, Prosperity(
- گرجستان: نیرو در همبستگی است (گرجی: ძალა ერთობაშია)
- گرنادا: همیشه متوجه به خدا، چونان مردمی یگانه، آرزومندیم، می‌سازیم و پیشرفت می‌کنیم (انگلیسی: Ever Conscious of God We Aspire, and Advance as One People)
- گواتمالا: آزاد رشد کن و بارور شو (اسپانیایی: Libre Crezca Fecundo)
- گویان: یک مردم، یک ملت، یک سرنوشت (انگلیسی: One People, One Nation, One Destiny)
- گینه: کار، دادگری، همبستگی (فرانسوی: Travail, Justice, Solidarité)
- گینه استوایی: یکپارچگی، آشتی، دادگری (اسپانیایی: Unidad, Paz, Justicia)
- گینه بیسائو: یکپارچگی، کوشش، پیشرفت (پرتغالی: Unidade, Luta, Progresso)

## ل
- لائوس: آشتی، استقلال، دموکراسی، یکپارچگی و رفاه (لائویی: ສັນຕິພາບ ເອກະລາດ ປະຊາທິປະໄຕ ເອກະພາບ ວັດທະນາຖາວອນ)
- لتونی: برای میهن و آزادی (لاتویایی: Tēvzemei un Brīvībai)
- لسوتو: آشتی، باران، بهروزی (سوتویی: Khotso, Pula, Nala)
- لهستان:
  - شعار رسمی وجود ندارد. یک از شعارهای غیررسمی: خدا، افتخار، کشور (لهستانی: Bóg, Honor, Ojczyzna)
- لوکزامبورگ: ما می‌خواهیم بمانیم آنچه که هستیم (لوکزامبورگی: Mir wëlle bleiwe wat mir sinn)
- لیبریا: عشق به آزادی ما را به این‌جا رساند (انگلیسی: The love of liberty brought us here)
- لیتوانی: قدرت و صلابت ملت نهفته‌است در وحدت (لیتوانیایی: Tautos jėga vienybėje)
- لیختن‌اشتاین: برای خدا، شاهزاده و سرزمین پدری (آلمانی: Für Gott, Fürst und Vaterland)

## م
- ماداگاسکار: سرزمین پدری، آزادی، پیشرفت (مالاگاسی: Tanindrazana, Fahafahana, Fandrosoana)
- مالاوی: یک‌پارچگی و آزادی (انگلیسی: Unity and Freedom)
- مالت: جمهوری مالت (مالتی: Repubblika ta' Malta)
- مالزی: یک‌پارچگی نیروآفرین است (زبان مالایی|مالایی: Bersekutu Bertambah Mutu)
- مالی: یک مردم، یک هدف، یک کیش (فرانسوی: Un peuple, un but, une foi)
- مجارستان: اکنون شعاری ندارد.
  - شعار پیشین: پادشاهی ماری، حامی مجارستان (لاتین: Regnum Mariae Patrona Hungariae)
- مراکش: خدا، میهن، پادشاه (عربی: الله، الوطن، الملک)
- مقدونیه شمالی: آزادی یا مرگ! (مقدونیه ای: Слобода или смрт!)
- موریتانی: سربلندی، برادری، دادگری (عربی: شرف إخاء عدالة)
- موریس: ستاره و کلید اقیانوس هند (لاتین: Stella Clavisque Maris Indici)
- موناکو: با کمک خداوند (لاتین: Deo juvante)
- مونته‌نگرو: دلیری و قهرمانی (صربی: Čojstvo i junaštvo / Чојство и јунаштво)

## ن
- نائورو: خواست خدا پیش از هر چیز (انگلیسی: God's will first)
- نامیبیا: یک‌پارچگی، آزادی، دادگری (انگلیسی: Unity, liberty, justice)
- نپال: مادر و سرزمین مادری بزرگتر از آسمان هستند (نپالی: जननी जन्मभूमिष्च स्वर्गादपि गरियसि)
- نروژ: همه چیز برای نروژ (نروژی: Alt for Norge)
- نیجر: برادری، کار، پیشرفت (فرانسوی: Fraternité, Travail, Progrès)
- نیجریه: یگانگی و ایمان، آشتی و پیشرفت (انگلیسی: Unity and Faith, Peace and Progress)
- نیکاراگوئه: ما به خدا ایمان داریم (اسپانیایی: En Dios Confiamos)

## و
- وانواتو: ما با خدا ایستاده‌ایم(بیسلامایی: Long God yumi stanap)
- ولز: ولز برای همیشه (ولزی: Cymru am byth)
- ونزوئلا: خدا و فدراسیون (اسپانیایی: Dios y Federación)
- ویتنام: استقلال، آزادی و خوشبختی (ویتنامی: Ðộc lập, Tự do, Hạnh phúc)

## ه
- هائیتی: یکپارچگی نیرو آفرین است (فرانسوی: L'union fait la force)
- هلند: من حفظ خواهم کرد (فرانسوی: Je maintiendrai و هلندی: Ik zal handhaven)
- هندوراس: آزادی، پادشاه و استقلال (زبان اسپانیایی|اسپانیایی: Libre, Soberana E Independiente)
- هند: تنها راستی است که پیروز است (هندی: सत्यमेव जयते)

## ی
- یونان: آزادی یا مرگ (یونانی: Ελευθερία ή θάνατος)

الگو:فهرست‌ها بر‌پایه کشور